# Le Mouton à cinq pattes
Pour plus de détails, voir Fiche technique et Distribution.
Le Mouton à cinq pattes est un film français réalisé par Henri Verneuil, sorti le 24 septembre 1954.

## Synopsis
Afin de relancer le tourisme local, la petite commune de Trézignan décide d'organiser une grande fête pour célébrer les 40 ans des quintuplés nés jadis dans le village, même si leur père n'a pas vraiment envie de les revoir. Ses cinq fils ont chacun un caractère et une vie bien particulière. Leur parrain, le docteur Bollène, est chargé de les retrouver, même au bout du monde, et de les convaincre de participer à la fête.

## Fiche technique
- Titre : Le Mouton à cinq pattes
- Réalisation : Henri Verneuil, assisté de Pierre Chevalier et d'Arlen Papazian
- Scénario : Albert Valentin, Henri Verneuil et René Barjavel
- Dialogues : René Barjavel, avec pour les différentes histoires : Jean Marsan : (histoire d'Alain), Henri Troyat : (histoire de Désiré - d'après Le Philanthrope à la rouquine), Jacques Perret: (histoire d'Étienne - d'après La Mouche), Jean Marsan et Henri Verneuil : (histoire de Bernard) et Raoul Ploquin : (histoire de Charles)
- Décors : Robert Clavel, assisté de Jacques Douy et Marc Desage
- Photographie : Armand Thirard
- Opérateur : Louis Née, assisté de Jean Dicop et Robert Florent
- Musique : Georges van Parys (Éditions Musicales Transatlantiques)
- Montage : Christian Gaudin, assisté de Suzanne Rondeau
- Son : William-Robert Sivel, assisté de Pierre Zann et Arthur Van Yeeren
- Maquillage : Lina Gallet, Yvette Dicop
- Coiffures : Serge Stern
- Photographe de plateau : Gaston Thonnart
- Scripte-girl : Charlotte Lefèvre
- Régisseur général : Georges Charlot, assisté de Louis Manella et Descoffre
- Régisseur extérieur : Gabriel Béchir
- Accessoiriste : Albouze et Villecoq
- Ensemblier : Charles Mérangel
- Tournage du 1er février au 5 avril 1954 dans les studios de Boulogne et à Vaison-la-Romaine
- Production : Les Films Raoul Ploquin, Cocinex (France)
- Chef de production : Raoul Ploquin
- Secrétaire de production : Simone Bouvet
- Distribution : Cocinor
- Pays d'origine :  France
- Format : noir et blanc - 1,37:1 - 35 mm - son mono
- Enregistrement Artec, Western Electric
- Genre : comédie
- Durée : 100 minutes
- Date de sortie : 
  - France - 24 septembre 1954 au cinéma Gaumont-Palace à Paris
- Visa d'exploitation : 15145
- Affiche : Guy-Gérard Noël (France)

## Distribution
- Fernandel : Édouard Saint-Forget / Les quintuplés : Alain l'esthéticien, Bernard le journaliste, Charles l'abbé, Désiré le laveur de carreaux, Étienne le loup de mer
- Édouard Delmont : le docteur Marius Bollène
- Louis de Funès : M. Pilate, responsable des pompes funèbres
- Noël Roquevert : Roland Brissard
- Françoise Arnoul : Marianne Durand-Perrin, la fille
- Georges Chamarat : M. Durand-Perrin, le père
- Denise Grey : Mme Durand-Perrin, la mère
- Andrex : un marin
- Michel Ardan : un marin
- Edmond Ardisson : le brigadier
- Jocelyne Bressy : Dame sur le port
- José Casa : le gendarme
- Jean Diener : un croque-mort
- Paulette Dubost : Solange Saint-Forget, la femme de Désiré
- Ky Duyen : un joueur chinois sur le bateau
- Léopoldo Francès : le métis
- Manuel Gary : le docteur
- Micheline Gary : l'hôtesse de l'institut de beauté
- René Génin : le maire
- René Havard : le liftier
- Tony Jacquot : l'instituteur
- Alinda Kristensen: jeune fille en blanc
- Lolita López : Azitad
- Yette Lucas : Mariette, la domestique d'Edouard
- Yannick Malloire : une petite fille
- Gil Delamare : le chauffard
- Franck Maurice : un consommateur
- Bréols : le chauffeur
- Édouard Francomme : un consommateur
- Albert Michel : le patron du bistrot
- Dario Moreno : le joueur américain, sur le bateau
- Nina Myral : Justine, la bonne des "Durand-Perrin"
- Pâquerette : la servante du curé
- Raphaël Patorni : l'acteur jouant Rodrigue
- Philippe Richard : l'acteur jouant Don Gormas
- Max Desrau : le nouveau patron des pompes funèbres
- Renée Gardès : une concierge
- Georges Demas : un journaliste
- Andrée Servilanges : l'infirmière
- Maryse Martin : (mentionnée au générique, elle n’apparaît pas dans le film)
- Marcel Loche : un homme (non crédité)
- Jacqueline Maillan : figurante

## Accueil

### Box-office
Le film est un succès au box-office de l'année 1954 avec 4,14 millions d'entrées.

## Distinctions

### Récompenses
- Léopard d'or au Festival de Locarno en 1954.
- Désigné comme candidat pour l'Oscar du meilleur scénario en 1956.
- Nomination à l'Oscar pour le meilleur film étranger.

## Autour du film
- Fernandel joue ici six rôles différents : les quintuplés, et leur père (dans Tout l'or du monde, Bourvil jouera quant à lui un père et ses deux fils; Jerry Lewis dans Les Tontons Farceurs jouera sept rôles : un chauffeur et six frères, mais le record de la performance est Eddie Murphy, qui incarne douze personnages dans le film Le Professeur Foldingue, dont même deux rôles de femme).
- Charles, l'un des quintuplés et curé de son village, se plaint de ressembler comme deux gouttes d'eau « à ce curé qu'on voit au cinéma », et il est d'ailleurs la risée de tout le village. Le curé en question, qu'il ne nomme pas, n'est autre que Don Camillo, que Fernandel interprète également, et qui en est alors (en 1954) à son deuxième épisode (le troisième sortira en 1955).
- Les initiales des prénoms des quintuplés se suivent alphabétiquement :  Alain, Bernard, Charles, Désiré, Étienne.
- C'est le deuxième film dans lequel apparaissent simultanément Fernandel et Louis de Funès, après Boniface Somnambule (1951). Il y en aura encore trois autres par la suite : Mam'zelle Nitouche (1954), La Vie à deux (1958) et Le Diable et les Dix Commandements (1962), bien que les deux acteurs n'apparaissent jamais ensemble dans ce dernier film.
- Durant le tournage du film, Henri Verneuil raconte que Fernandel et Louis de Funès se seraient maintes fois disputés à propos du fameux tic que le personnage de Louis de Funès entretient tout le long du film (M. Pilate). En effet, Fernandel voulait imiter son tic notamment durant la scène des pompes funèbres, ce que ne voulait absolument pas De Funès. Finalement, Fernandel ne reprendra pas son tic.
- Durant la scène où Désiré (Fernandel) entre dans l'appartement d'Alain (Fernandel) à l'institut de beauté, un speaker de radio se fait entendre à plusieurs reprises. C’est la voix d’Henri Verneuil, comme dans la scène finale. À un moment, celui-ci parle de Georges van Parys, qui n'est autre que le compositeur du film.
- Un mouton à cinq pattes désigne une personne rare.
- Le village de Trézignan n'existe pas, les plans extérieurs (les rues et le théâtre antique) ont été tournés à Vaison-la-Romaine[1].